# Вещество
Вещество́ — одна из форм материи, состоящая из фермионов или содержащая фермионы наряду с бозонами; обладает массой покоя, в отличие от некоторых типов полей, как, например, электромагнитное.
Обычно (при сравнительно низких температурах и плотностях) вещество состоит из частиц, среди которых чаще всего встречаются электроны, протоны и нейтроны. Последние два образуют атомные ядра, а все вместе — атомы (атомное вещество), из которых — молекулы, кристаллы и так далее. В некоторых условиях, как, например, в нейтронных звёздах, могут существовать достаточно необычные виды вещества.
Понятие вещества иногда используется и в философии как эквивалент латинского термина substantia.
Вещество есть на деле огромная концентрация энергии в сравнительно малом пространствеАльберт Эйнштейн

## Свойства вещества
Все вещества могут расширяться, сжиматься, превращаться в газ, жидкость или твёрдое тело. Их можно смешивать, получая новые вещества.
Каждому веществу присущ набор специфических свойств — объективных характеристик, которые определяют индивидуальность конкретного вещества и тем самым позволяют отличить его от всех других веществ. К наиболее характерным физико-химическим свойствам относятся константы — плотность, температура плавления, температура кипения, термодинамические характеристики, параметры кристаллической структуры, химические свойства.

#### Агрегатные состояния
Почти все химические вещества в принципе могут существовать в трёх агрегатных состояниях — твёрдом, жидком и газообразном. Так, лёд, жидкая вода и водяной пар — это твёрдое, жидкое и газообразное состояния одного и того же химического вещества — воды H2O. Твёрдая, жидкая и газообразная формы не являются индивидуальными характеристиками химических веществ, а соответствуют лишь различным, зависящим от внешних физических условий состояниям существования химических веществ. Поэтому нельзя приписывать воде только признак жидкости, кислороду — признак газа, а хлориду натрия — признак твёрдого состояния. Каждое из этих (и всех других веществ) при изменении условий может перейти в любое другое из трёх агрегатных состояний.
При переходе от идеальных моделей твёрдого, жидкого и газообразного состояний к реальным состояниям вещества обнаруживается несколько пограничных промежуточных типов, общеизвестными из которых являются аморфное (стеклообразное) состояние, состояние жидкого кристалла и высокоэластичное (полимерное) состояние. В связи с этим часто пользуются более широким понятием «фаза».
В физике рассматривается четвёртое агрегатное состояние вещества — плазма, частично или полностью ионизованное вещество, в котором плотность положительных и отрицательных зарядов одинакова (плазма электронейтральна).
При некоторых условиях (обычно достаточно отличающихся от обычных) те или иные вещества могут переходить в такие особые состояния, как сверхтекучее и сверхпроводящее.

## Вещество в химии
В химии веществом называется вид материи с определёнными химическими свойствами — способностью участвовать в химических реакциях определённым образом.
Все химические вещества состоят из частиц — атомов, ионов или молекул; при этом молекула может быть определена, как наименьшая частица химического вещества, обладающая всеми его химическими свойствами.
Фактически химические соединения могут быть представлены не только молекулами, но и другими частицами, которые могут менять свой состав.
Химические свойства веществ, в отличие от физических, не зависят от агрегатного состояния, таким образом лед и вода — одно и то же вещество с точки зрения химии.
Химическое вещество характеризуется своим составом и структурой, вещества с одним и тем же химическим составом, могут быть разными из-за разной структуры — например, белый фосфор и чёрный фосфор.